# Дмитрівка (Дмитрівська сільська громада)
Дми́трівка — село в Україні, адміністративний центр Дмитрівської сільської громади Бучанського району Київської області. Населення складає 2 107 осіб (2001).

## Історія
Територія сучасного села в давнину була лісова і болотиста. Це було улюблене місце полювання київських князів. Її заселення почалося в середині XIX століття, з будівництвом залізниці Київ—Львів, яку назвали Варшавською. Спочатку біля неї виникали поштові станції та заїжджі двори, а пізніше — і перші поселення, що поступово перетворились на хутори, і тільки на початку XX століття — в села. Проте по-справжньому інтенсивно вони стали заселятися лише після революції 1905—1907 років, під час столипінських реформ. Тоді народилося і село Дмитрівка. Свою назву отримало від імені Дмитра Харченка — управителя землями цукрозаводчика Миколи Терещенка. Припускають, що це він погодився оформити громаду документально, а за цю послугу попросив назвати поселення його іменем.
За іншою версією, село отримало назву від першої криниці, яку в 1905 році на місці джерела викопав Дмитро Кокот зі своїми сусідами і яку всі назвали Дмитровою. Ця криниця, що знаходиться на межі багатоповерхового масиву вулиці Садової й городів жителів вулиці Мічуріна, ще й досі багата на воду навіть в спекотні літні дні.
Заснували село заможні переселенці з села Мотижин (нині Макарівського району), з Васильківського району та міста Боярки. Це сім'ї Кокотів, Петровських, Іванчуків, Скиб, Степаненків, Данченків, Бондарів, Савенків. Основними їх заняттями були тваринництво та бджільництво.

### Радянська влада
У селі було створено колгосп «Зоря». 
Під час німецько-радянської війни 32 мешканця села загинули на фронтах війни. В боях за відвоювання Дмитрівки загинули лейтенант Василь Фонікійович Большаков та сержант Леонід Павлович Лісін, уродженці Горьковської області, сержант Халім Зукариайович Мусаєв із Чити, Іван Петрович Кабаруца з Кіровоградщини, лейтенант Єфрем Володимирович Рожко із Миколаївської області. Всі вони перепоховані після війни в братській могилі на території села.
У січні 1960 року, на базі місцевого колгоспу «Зоря», яким на той час керував ветеран війни Дмитро Макарович Шаповалов, було створене дослідне господарство «Дмитрівка» Українського науково-дослідного інституту садівництва південного відділення ВАСПЛ. Навесні 1961 року на 143 гектарах піщаної землі було посаджено сади, які вже у 1966 році дали перший врожай.
Під час керування господарством Кузьмою Михайловичем Качайленко, до села було прокладено шлях з твердим покриттям, збудовано дитсадок, школу, лазню, ферми, склади, їдальню, гуртожитки, перші багатоквартирні будинки.

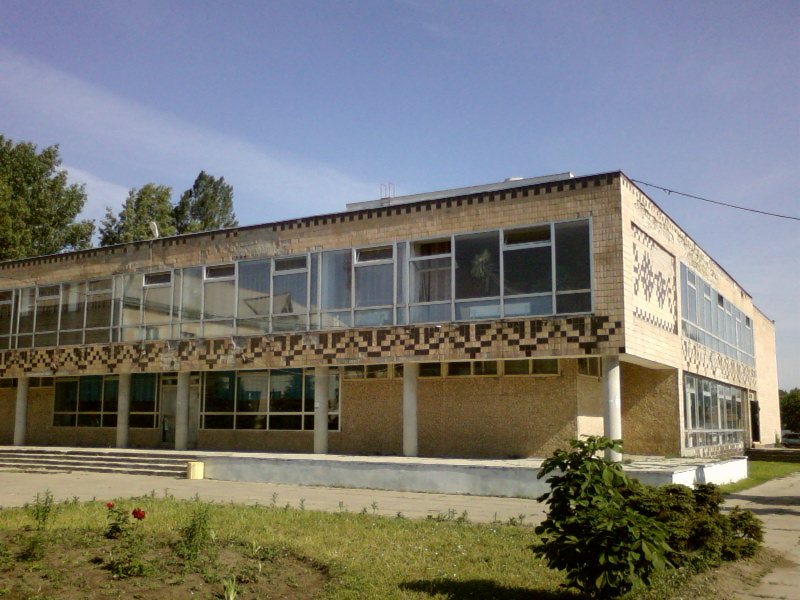
Будинок культури

За успіхи господарства багато його працівників удостоєні державних нагород. Орденом Трудового Червоного Прапора нагороджені: А. П. Бесмертний, Н. А. Подлюк, О. П. Бондар, Н. І. Салюк, І. П. Томченко, В. В. Москалюк; орденом Трудової Слави — В. В. Рудик; орденом «Знак Пошани» — І. К. Радченко, К. Ф. Веремієнко.
При наступних керівниках господарства — Андрієві Павловичеві Безсмертному і Валерію Івановичу Власову збудовано сучасний культурно-спортивний комплекс: Дмитрівський будинок культури, двоповерхове приміщення сільської ради, нові багатоквартирні будинки, у село проведено газ.
1983 року неподалік села, за лісом, утворене допоміжне господарство — «Дмитрівка—2», яке в народі назвали «Кубою». Воно збудувало чотириповерховий 180-ти квартирний житловий масив вулиці Садової і ще один дитячий садочок, який було передано молодшим класам місцевої школи, а пізніше — сільській амбулаторії.

### У Незалежній Україні

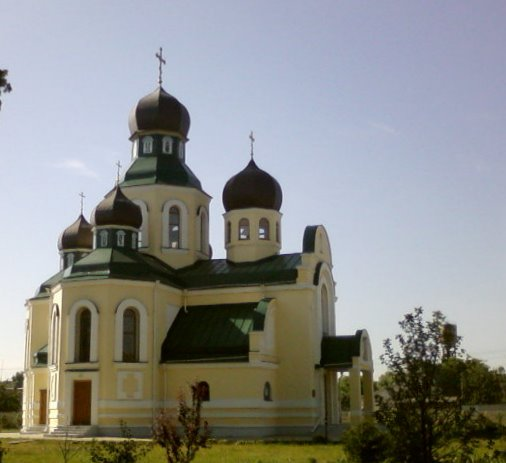
Церква Різдва Богородиці

За роки незалежності заасфальтовано майже всі вулиці сіл Дмитрівської сільської ради, збудовано храм Різдва Богородиці, споруджено 7 міні-котелень для приміщень соціальної сфери. Працює єдиний в районі сільський громадський банно-пральний комплекс.
Дослідне господарство «Дмитрівка» має в користуванні 135 га саду, 25 га ягідників та 5 га полуниці. Навесні 2006 року закладено сад українсько-польської дружби, посаджено 0,5 га полуниці італійських сортів, нові сорти малини, розпочато закладку 1,5 га саду груш та 1,5 га саду слив, реконструйовано тракторну бригаду.
12 червня 2020 року, відповідно до розпорядження Кабінету Міністрів України № 715-р «Про визначення адміністративних центрів та затвердження територій територіальних громад Київської області», село набуло статусу адміністративного центру Дмитрівської сільської громади.
17 липня 2020 року, в результаті адміністративно-територіальної реформи та ліквідації Києво-Святошинського району, село увійшло до складу Бучанського району.

### Російсько-українська війна
30 березня 2022 року у селі Дмитрівка відбувся бій ЗСУ та 114 бригади ТРО Київської області з броньованою колоною у кількості 19-26 одиниць ворога, яка рухалась через село Дмитрівка до села Забуччя. На перехресті вулиць Травневої та Шляхової внаслідок бою було знищено 5 танки та 7 БМП. Ще 1 танк та 1 БМП стали бойовими трофеями. Автоматним вогнем знищено живу силу противника.
Загинули біля села:
- солдат Микола Бунчук (1998—2022)
- старший солдат Микола Мороз (1987—2022)
- молодший сержант Ігор Овадюк (1989—2022)
- солдат Микола Оксенчук (2000—2022)
- молодший сержант Максим Хмеляр (1983—2022).

В селі Дмитрівка, за декілька кілометрів на північ від Житомирської траси навпроти села Мила, було облаштовано одне з десяти звалищ автомобілів на Київщині, які російські окупанти розстріляли та спалили під час облоги Києва. Після деокупації в Дмитрівку було стягнуто орієнтовно 50 автомобілів, з яких 11 доставлено з автошляху міжнародного значення М06, з ділянки між селами Мила та Мрія. Житомирська траса, а віднедавна — «Траса смерті». У людей, які перебували на ній у перші дні й місяці після деокупації, вона з початку російського вторгнення в Україну не асоціюється зі звичайною дорогою на захід — лише з вервечкою згорілих автомобілів і згорьованих людей, тілами на асфальті й узбіччях, потрощеними будинками, купами російської техніки й табличками «міни» вздовж лісосмуг. Причиною останньої зупинки цих 11 автомобілів були російські окупанти зі складу 2-го батальйону 5-ї окремої танкової бригади, які прибули на Київщину з міста Улан-Уде. Впродовж березня 2022 року окупанти нищили цивільних водіїв, пасажирів і пішоходів поруч із АЗС UPG на Житомирській трасі. Вони знали, що скоюють злочин: після вбивств окупанти спалювали абсолютно всі машини й тіла, аби приховати сліди своїх злодіянь — «рос. Нет тела, нет дела», — мабуть, саме цим принципом керувалися окупанти з далекої Бурятії.

## Сучасність
У Дмитрівському Будинку культури діють майже 20 колективів художньої самодіяльності, серед яких — Народний фольклорно-етнографічний ансамбль «Дмитрівчанка», яким керував Заслужений артист України, сопілкар Євген Миколайович Бобровніков; чотири дитячих зразкових колективи:
- Зразковий ансамбль спортивно-бального танцю «Парадайс» (керівник А. М. Дітковська);
- Зразковий самодіяльний хореографічний ансамбль «Любисток» (керівник Н. А. Делієргієва);
- Зразкова самодіяльна вокальна студія естрадного співу «Барви» (керівник О. А. Іванчук);
- Зразкова самодіяльна художня студія «Веселка» (керівник Н. В. Нечай).

З 1996 року на базі Будинку культури працює Дмитрівське творче об'єднання дітей та молоді «Ауровіль», яке проводить фестивалі дітей і молоді «Ауровіль», що стали міжрегіональними, випускає літературно-мистецькі альманахи творчості дітей та молоді.
На території сільської ради діє об'єднання територіальних громад «Дмитрівка», виходить місцевий інформаційний бюлетень «Дмитрівський вісник». Навколо сіл сільради створено лісопаркову зону. У Будинку культури діє кімната-музей Є. М. Бобровнікова.

## Заказник
В околицях села розташований лісовий заказник місцевого значення «Гореницький».

## Персоналії
У селах Дмитрівської сільської ради проживає понад 20 митців (поетів, письменників, художників, композиторів).
Художниця, вчителька Дмитрівської загальноосвітньої школи Наталія Нечай, та поет, директор Дмитрівського будинку культури Володимир Бубир у творчій співдружності видали 6 авторських книг та 2 альманахи творчості дітей та молоді «Ауровіль».
Український поет, представник покоління двотисячників, Степан Дупляк є лауреатом та переможецем багатьох літературних премій і конкурсів, зокрема лауреатом Всеукраїнської літературної премії ім. Олеся.
Учитель, ветеран радянсько-німецької війни Гаврило Маркович Андрусенко написав повість і десяток оповідань.